# Jan Preisler
Jan Preisler (17. února 1872 Králův Dvůr-Popovice – 26. dubna 1918 Praha) byl český akademický malíř a vysokoškolský profesor.

## Život

### Dětství

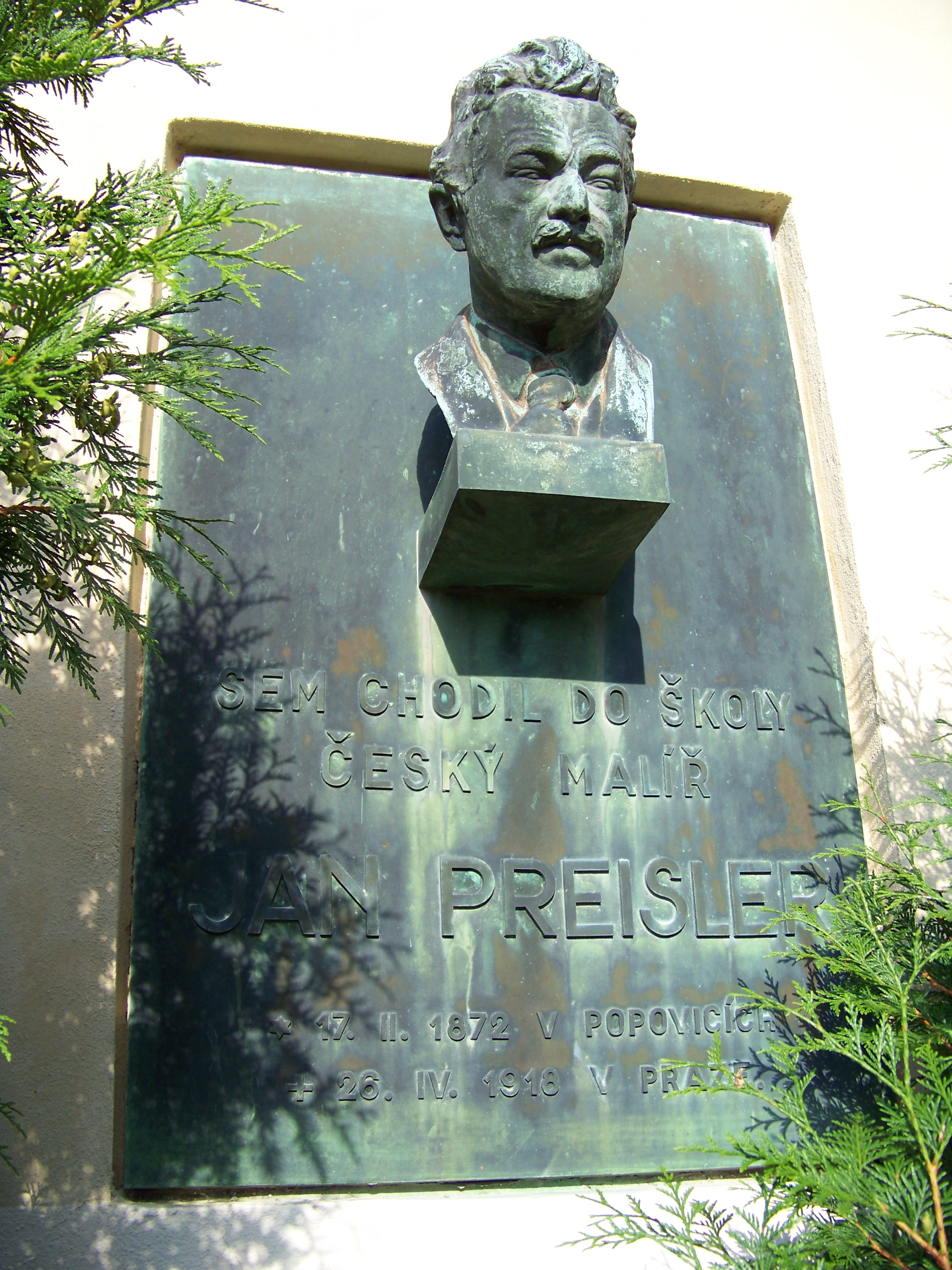
Pamětní deska na škole na Preislerově náměstí v Počaplech, kterou malíř navštěvoval

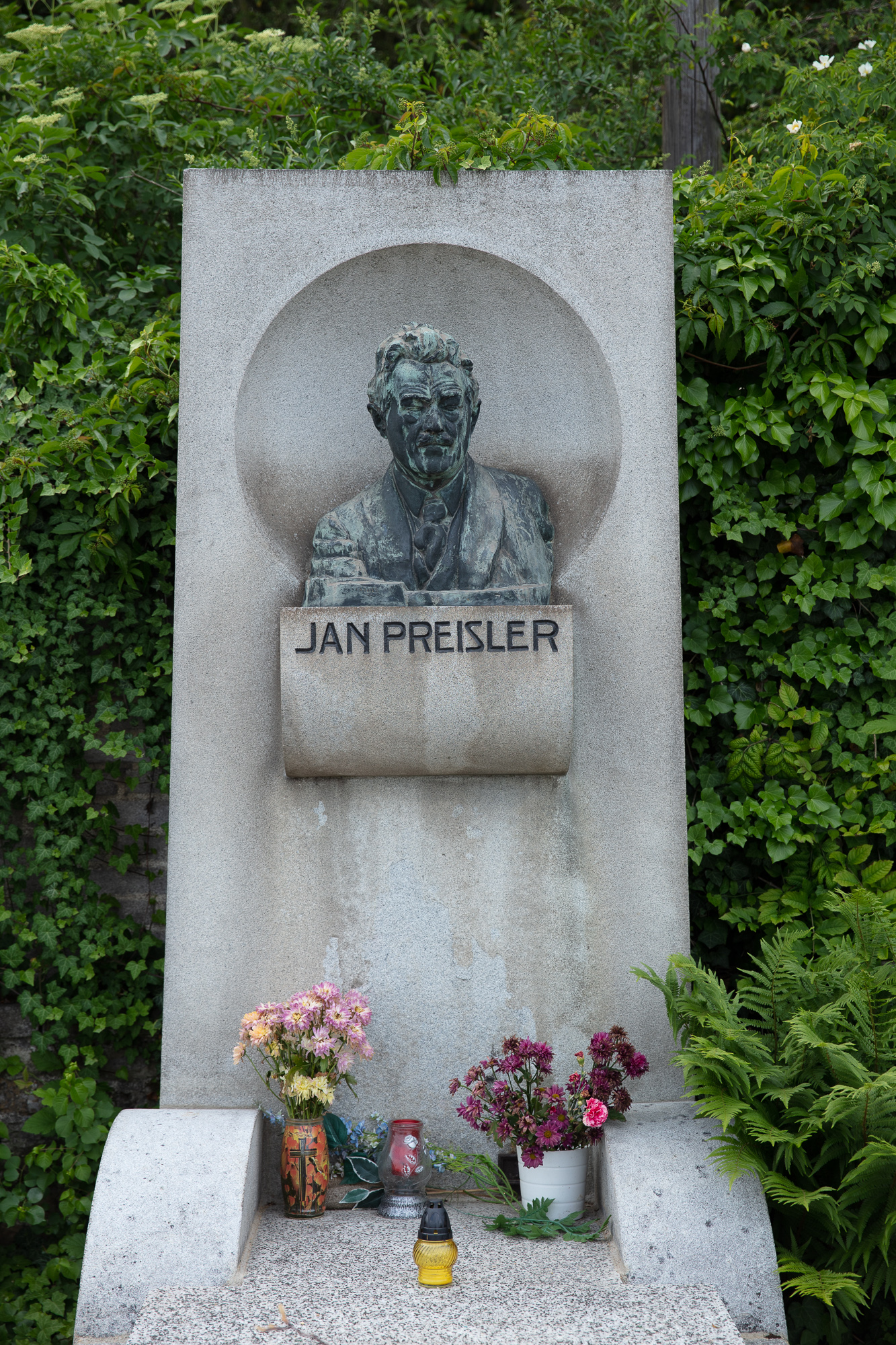
Hrob Jana Preislera v Králově Dvoře-Počaplech s bustou Otakara Španiela

Jan Preisler se narodil v rodině slévače pracujícího v železárnách v Králově Dvoře. Měšťanskou školu navštěvoval v Karlově Huti u Popovic. Od dětství byl samotář, bavilo ho pozorování přírody a živlů. V měšťanské škole v Berouně vzbudil pozornost svými výkresy i soukromými kresbami. Ředitel školy Kozel, matematik, pozdější profesor brněnské techniky Václav Karel Řehořovský a poslanec Neumann, milovníci umění, vyzvali prostřednictvím dopisů Preislerovy rodiče, aby dali chlapce na studie do Prahy, a zaručili se, že ho budou finančně podporovat. Návrh podpořil i Emil Kratochvíl, ředitel železáren v Králově Dvoře, kde pracoval Preislerův otec.

### Studia a SVU Mánes

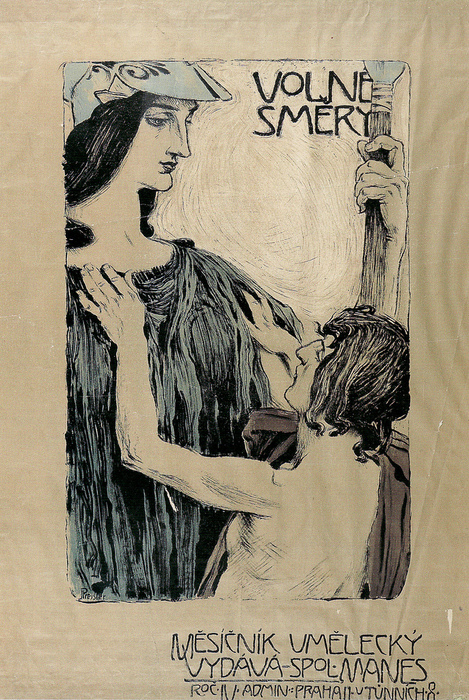
Jan Preisler: Plakát pro časopis Volné směry

Proto v roce 1887, kdy mu bylo 15 let, odešel studovat do Prahy na umělecko-průmyslovou školu, kterou tehdy vedl František Ženíšek (později na této škole sám vyučoval). Po jejím absolvování sdílel s Karlem Špillarem ateliér v budově Malostranské záložny. V době studií navázal kontakt se spolkem Mánes, který byl tehdy jen studentským sdružením. Od počátku se podílel na publikační aktivitě spolku, v roce 1894 nakreslil obálku k albu Listy z palety a o dva roky později byla jeho kresba Vánek a vítr použita na obálku prvního čísla časopisu Volné směry, který po několik ročníků redigoval. Členem spolku Mánes byl v letech 1896–1918, čtyřikrát (v letech 1908, 1910, 1916 a 1918) byl jeho předsedou
V roce 1902 cestoval s přítelem Antonínem Hudečkem po Itálii. Na zpáteční cestě se ve Vídni setkal s Augustem Rodinem.
Po legendární výstavě Edvarda Muncha v Praze v roce 1905, kterou pomáhal zorganizovat a navrhl i plakát, navštívil Paříž v roce 1906, kde se seznámil s dílem Paula Gauguina.
V roce 1903 se stal externím učitelem kresby aktu na Uměleckoprůmyslové škole v Praze a v letech 1913 – 1918 pak působil jako profesor na Akademii výtvarných umění. Jedním z jeho žáků byl Josef Šíma. Od roku 1908 se Jan Preisler stýkal s členy skupiny Osma, zejména s Bohumilem Kubištou, Vincencem Benešem a Zdeňkem Kratochvílem.
V březnu roku 1909 navštívil Preislerův ateliér francouzský sochař Émile-Antoine Bourdelle.

### Rodina a závěr života
V roce 1914 se Jan Preisler oženil s Boženou Pallasovou z pražské řemeslnické rodiny. Měli dvě děti: syna Jana a dceru Boženu. V dubnu roku 1918 zemřel v Praze na zápal plic. Na vlastní přání byl pochován v rodinné hrobce na hřbitově v Počaplích (nyní část Králova Dvora).

## Dílo
Jan Preisler zprvu tvořil v duchu neoromantismu, později se přikláněl od alegorického pojetí k symbolismu, jehož prostřednictvím odmítal akademické opakování osvědčených forem historických slohů. Na konci devadesátých let se seznámil s dílem Puvise de Chavannes, Hanse von Maréese, Ferdinanda Khnopffa, Franze von Stucka, Arnolda Böcklina. Ovlivněn Alfonsem Muchou a Vojtěchem Preissigem zkoušel krátce i secesní stylizaci (grafická úprava knih: Princezna Pampeliška a Pohádka špatně končící, 1897).
Na přelomu století se od umění očekávalo vyslovení nevyslovitelného, odhalování tajemných hlubin nitra. V Preislerově díle ožívají pohádkové touhy, melancholické nálady, erotické smutky a osudová traumata. Inspiroval se verši současných českých básníků (Antonín Sova, Otokar Březina, Karel Hlaváček, Julius Zeyer, Josef Suk, Otakar Ostrčil, Vítězslav Nezval).

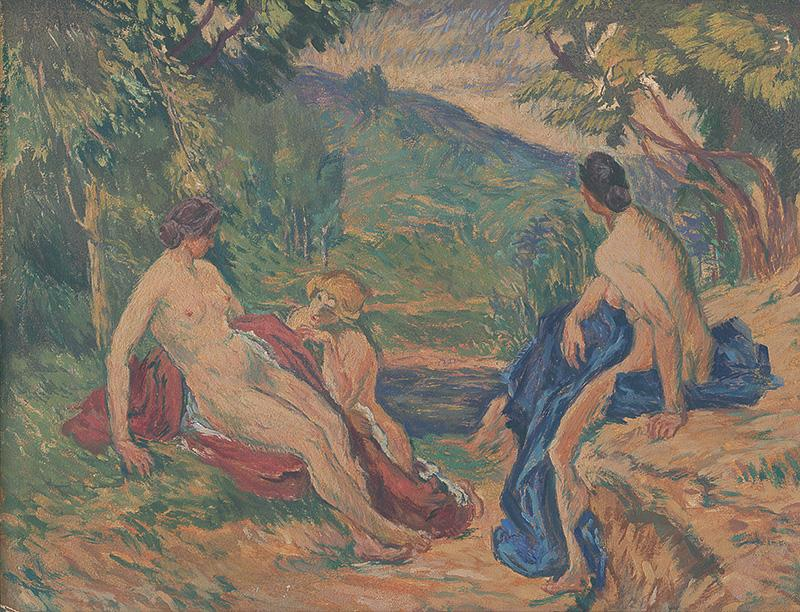
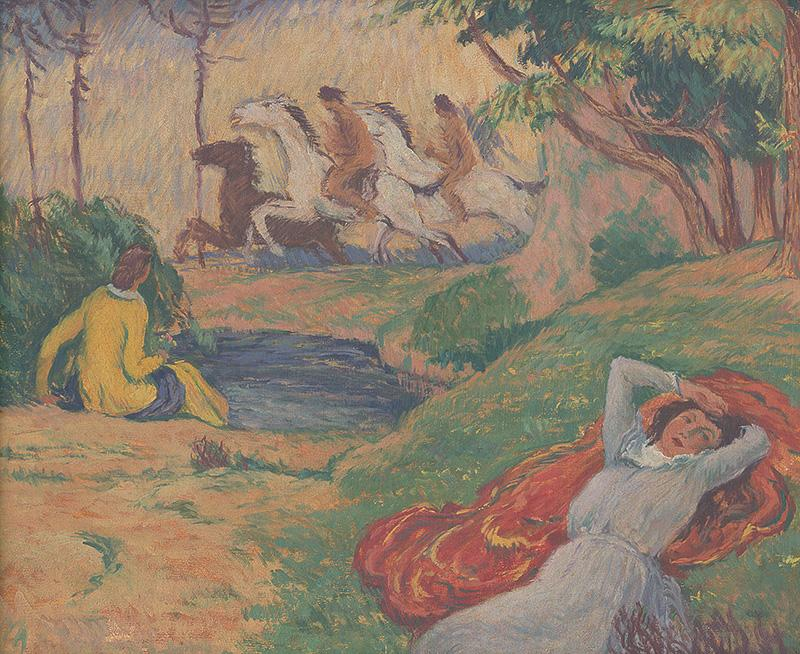

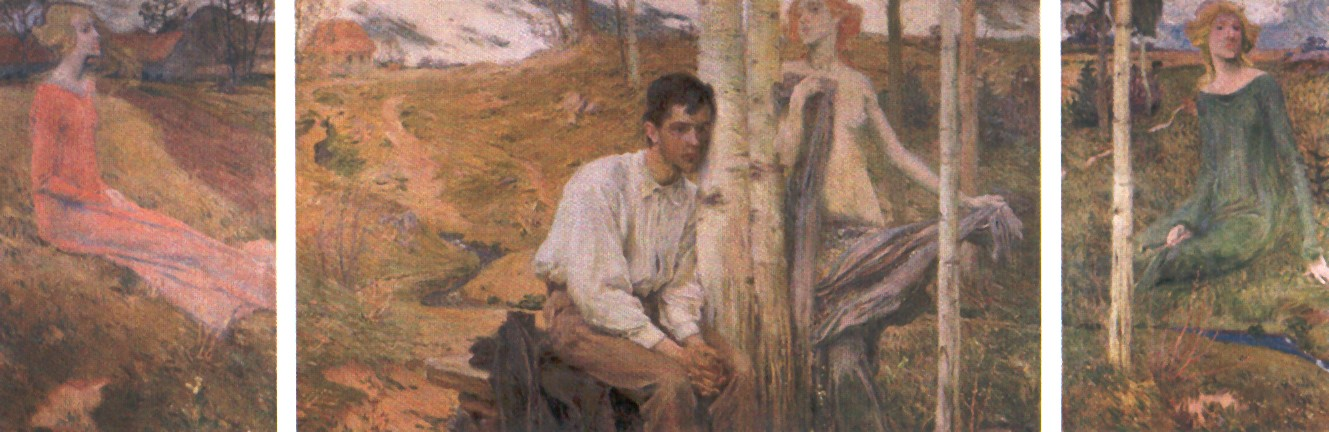
Jan Preisler: Jaro, 1900. Impresionisticky barevný triptych. Olejomalba na plátně o rozměrech 112×70, 112×186, 112×70 cm, Západočeská galerie v Plzni

Preislerův triptych Jaro byl vystaven na třetí výstavě SVU Mánes v roce 1900. Byl vyjádřením pocitů moderního člověka, vstupujícího do nového století:
- bolestný pocit vykořenění, který přinesl moderní individualismus
- touha po splynutí s přírodou
- nostalgie nad uplývajícím časem
- i očekávání nových životních sil.

Zasněný chlapec s uchem přiloženým na kmen břízy z triptychu je pravděpodobně autorův idealizovaný autoportrét a krajina je venkovem z Preislerova dětství, okolí Králova Dvora.

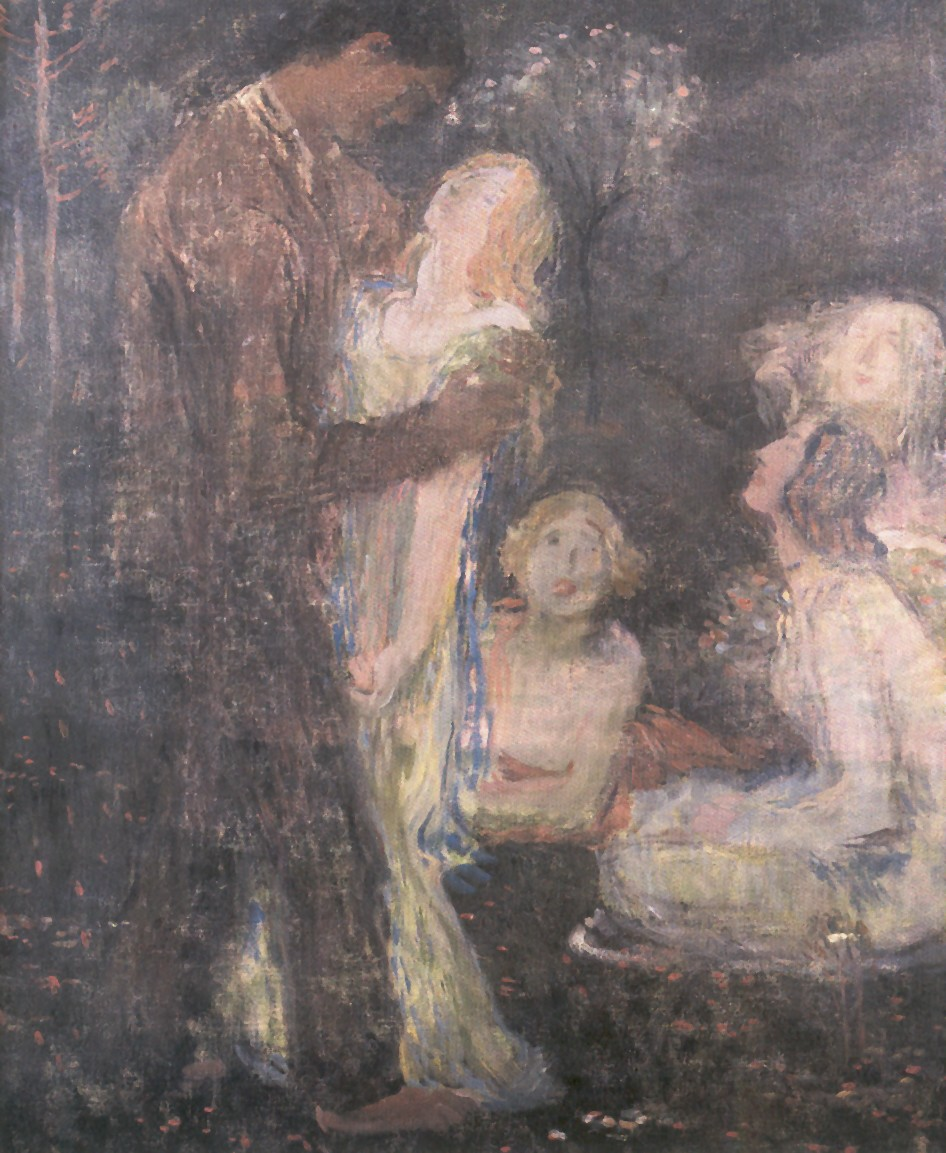
Jan Preisler: Svádění (Pokušení), 1901–1902, olej, plátno, 50,5 x 40,5 cm, Západočeská galerie v Plzni

Preislerovo malířské dílo je svým způsobem monotematické, zaměřené na motiv Pokušení a Svádění. Je to zřejmé v nedokončeném Cyklu o dobrodružném rytíři z let 1897–1898, pokračuje ve variacích Jara, Milenců, Adama a Evy, Koupání, Žen v lese až k posledním obměnách Jezdců a Pokušení z roku 1917.
Na motivy Jara navázal v roce 1902 Obrazem z většího cyklu, který je považován za první moderní dílo v českém malířství. Neutrálním názvem díla naznačil odvrat od literárních významů a potřebu působit malířskými prostředky. Uplatnil čisté barevné tóny v komplementárních kontrastech, iluzivní pojetí prostoru, nekomplikovanou kompozici. Jeho úsilí o monumentalitu vrcholí v expresivní sérii Černých jezer, poetických metaforách hlubin lidské duše.

### Charakteristika tvorby
Ottův slovník naučný (srv. OSN XX, str. 621):
„Dekorativní sklon ovládal spíše linii, nálada si hledala ventil v barvě. Linie byla nejprve nositelem dobové stylisace, příbuzné s německým Jugendstylem a vídeňskou secesí a v druhé době, kdy přišla generace Skupiny s otázkami komposice, stala se osnovou dekorativního klasicismu (malby v Obecním domě z r. 1912). Barva byla expresivnějším živlem, hned na počátku ho postavila do oposice proti realismu a impresionismu vlastní generace, připravila setkání s Munchem a napomáhala vytvářet symbol. Z odstupu se ukazuje, že jsou obě vlastnosti, nálada i dekorativnost slupkou, často velmi dobovým mimikri, a teprve za nimi nutno hledat vlastního Preislera, jak se projevil v časném Obraze z většího cyklu nebo v pozdním díle Milosrdný samaritán. V těchto nejvlastnějších polohách ztrácí barva ornamentálnost a dekorativní linie se rozplývá ve volném rukopisu štětce, který poutalo ve stylisovanějších dílech dosti mechanické šrafování. Zde je Preislerovi obraz vnitřní melodií, symbolem, lyrickým vyznáním.“

### Spolupráce s architekty

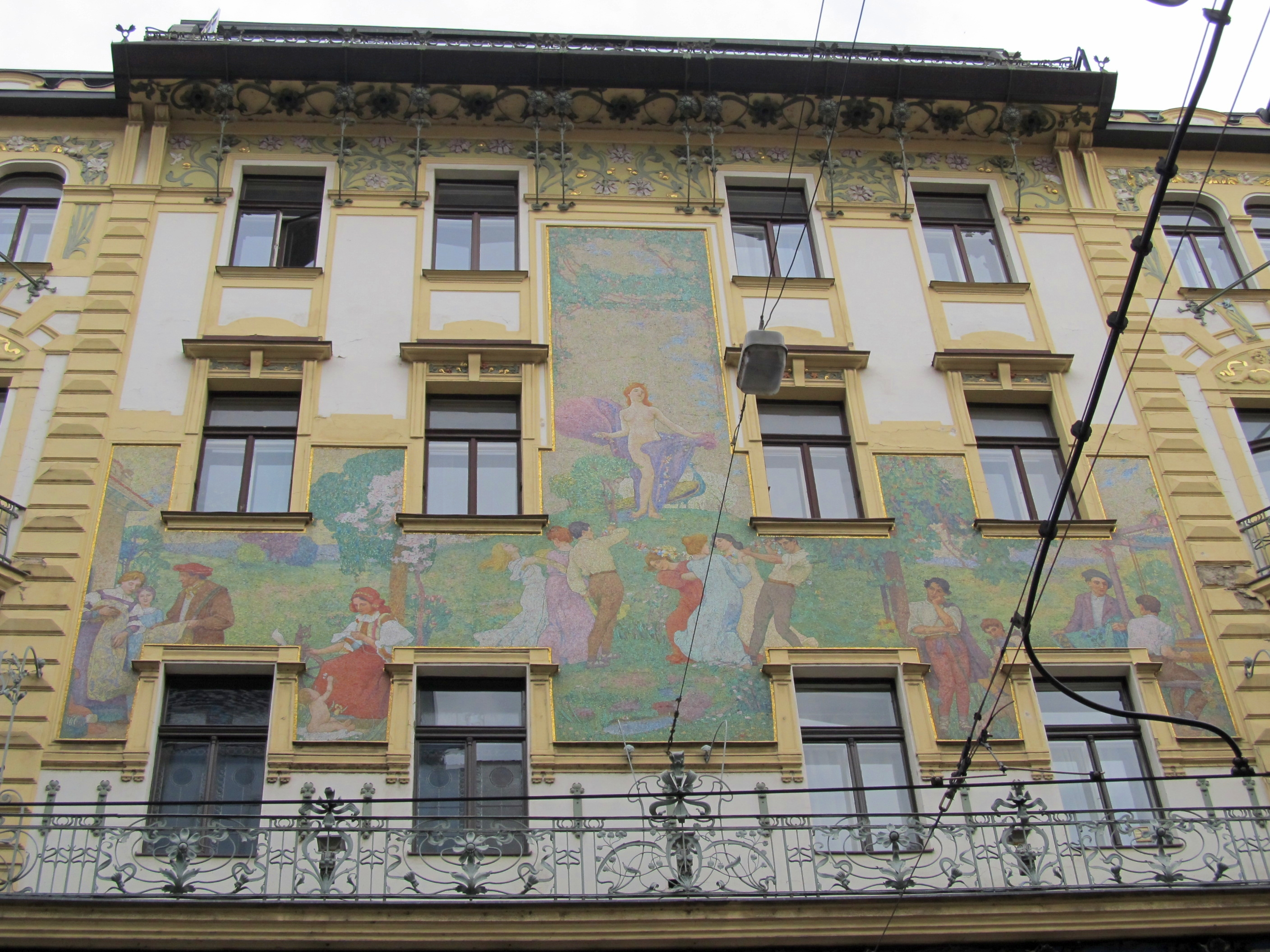
Mozaika na domě U Nováků v Praze podle návrhu J. Preislera

Preislerova plošná stylizace, jemný patos a kult krásy a harmonie se uplatňovaly zejména při dekorativní výzdobě secesní architektury.
- 1900 Dva obrazy do výsečí se zadanými tématy Jaro a Podzim do interiéru Obchodní a živnostenské komory pro Světovou výstavu v Paříži, (architekt Josef Fanta)
- 1900 triptych Jaro pro Peterkův dům, (architekt Jan Kotěra)
- 1901–1902 mozaika pro dům U Nováků ve Vodičkově ulici v Praze, (architekt Osvald Polívka)
- 1902 nástěnné malby v Hotelu Central v Praze, (architekt Friedrich Ohmann)

Dekorativní malby pro Palackého sál Obecního domu v Praze (1910 – 1912) jsou pokusem o monumentální kompozici pevně postavenou na principech výtvarného řádu, ale ještě se symbolistními rekvizitami a výsledkem je chladná malba.
Od roku 1909 nevystavoval a díla posledního období mají být poezií vyjádřenou pouze malířskými prostředky - Vyváženou kompozicí, zjednodušenými tvary a intenzitou barev

## Galerie

### Motiv jezdce a černého jezera

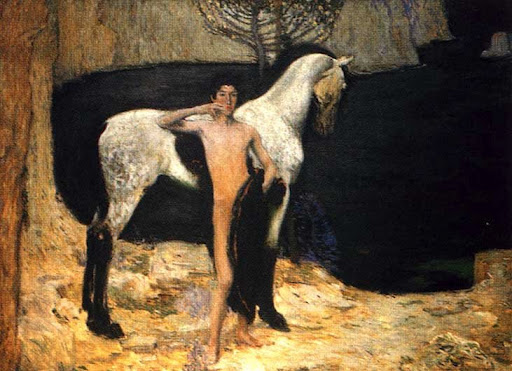
Černé jezero (1904)
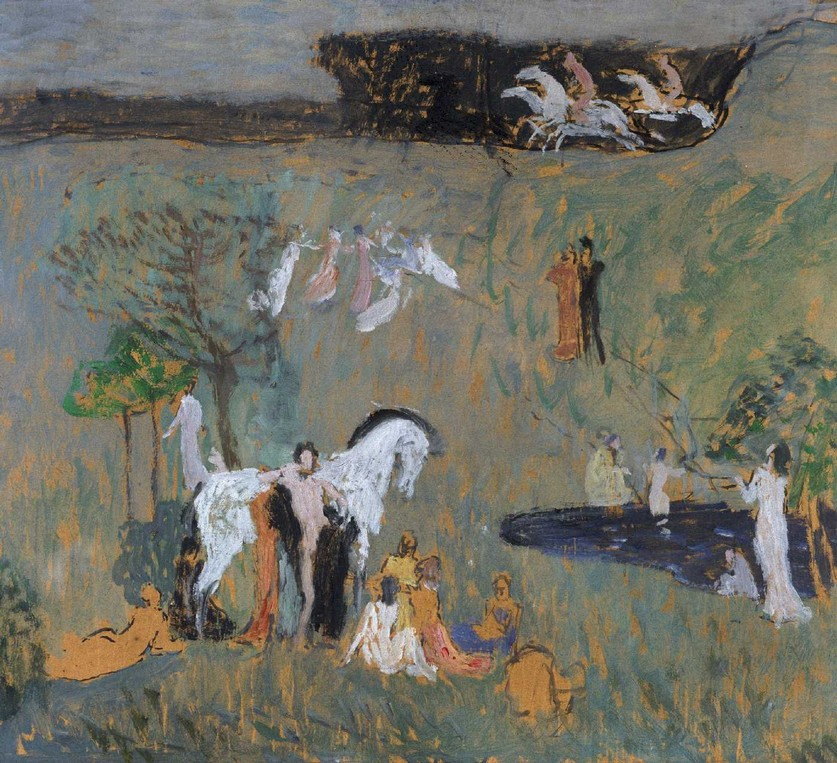
Kompozice s bílým koněm (1905-06)
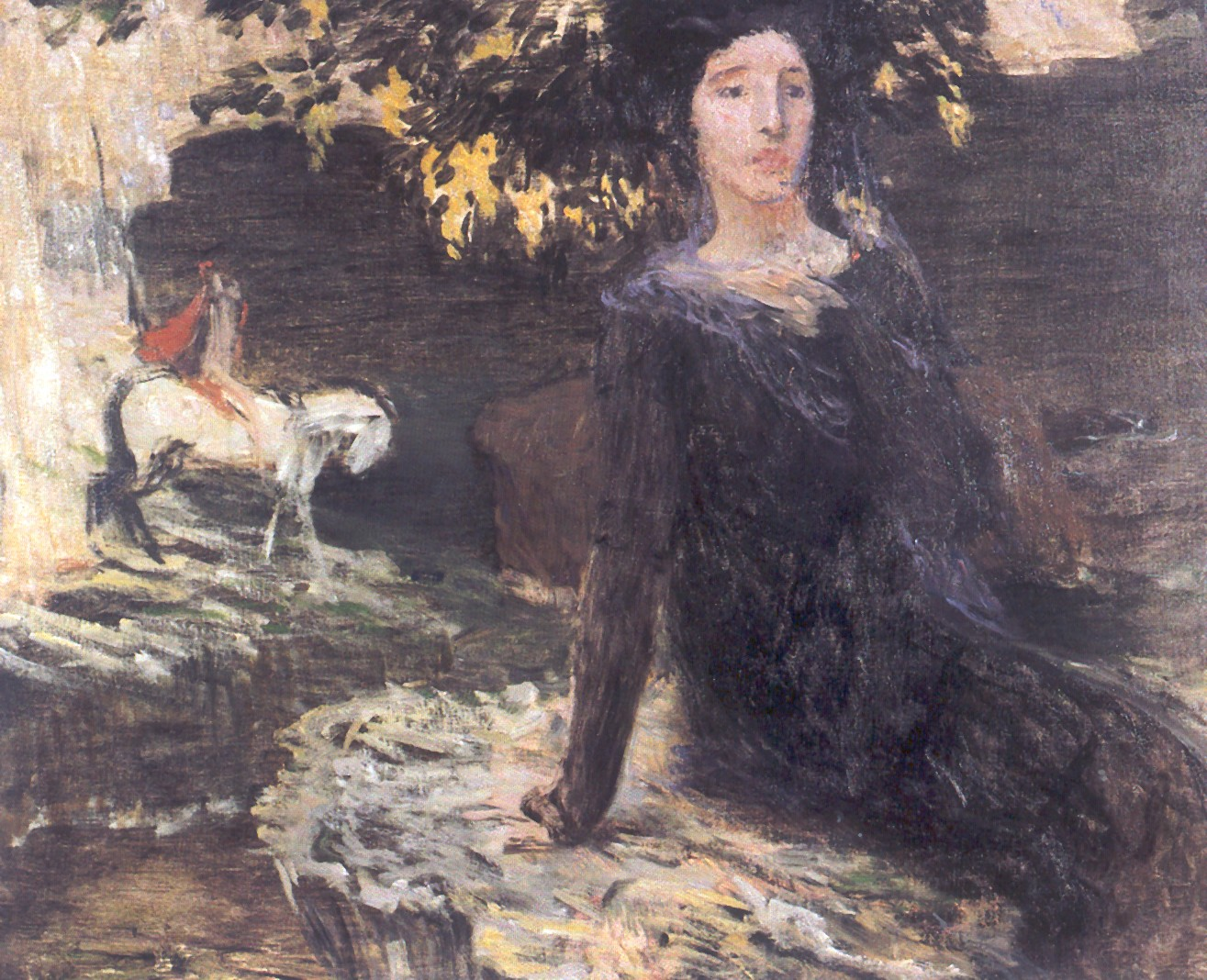
U Černého jezera (1903)
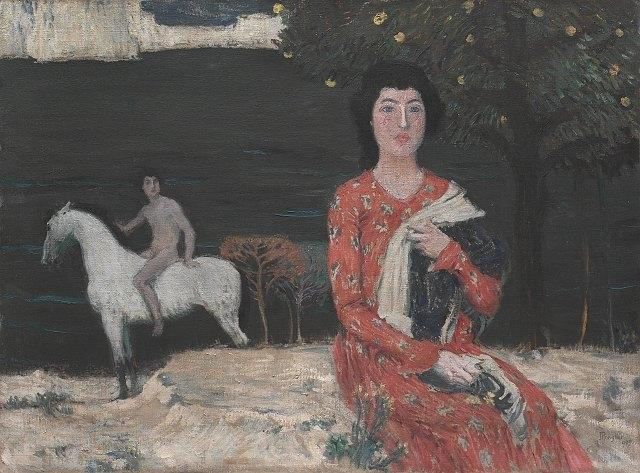
U Černého jezera (1905)
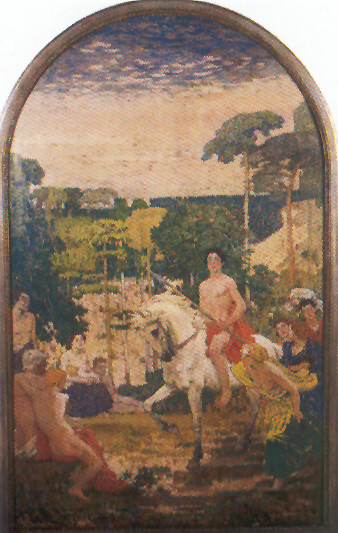
Alegorie (1910–1912), Návrh na výzdobu Obecního domu v Praze
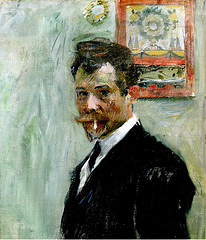
Vlastní portrét s cigaretou